# Quicksilver (canción)
"Quicksilver" es una canción de Pink Floyd del álbum Music from the Film More de 1969. Se empleó de forma breve en la suite en vivo The Man and The Journey, en la que fue titulada "Sleeping".

## Composición
La versión de estudio dura 7 minutos y 13 segundos, cerca de tres minutos más larga que la versión de The Man and The Journey. La canción consiste en una serie de extraños efectos de sonido psicodélicos y otras técnicas de música concreta, características del sonido Pink Floyd. El título proviene significa «mercurio», metal líquido con el que están jugando los dos personajes principales de la película en parte de la escena correspondiente.

## Personal e instrumentario
- Richard Wright - órgano Farfisa, vibráfono, efectos
- David Gilmour - guitarra eléctrica, efectos
- Roger Waters - gong, efectos, ruidos
- Nick Mason - platillos, percusión